# Thomas Couturier
Pour les articles homonymes, voir Couturier.
Thomas Couturier est un homme politique français né le 3 décembre 1785 à Vienne (Isère) et décédé le 1er avril 1867 à Vienne.
Avocat, maire de Vienne, il est député de l'Isère de 1831 à 1834 et de 1842 à 1846, siégeant dans l'opposition.

## Sources
- « Thomas Couturier », dans Adolphe Robert et Gaston Cougny, Dictionnaire des parlementaires français, Edgar Bourloton, 1889-1891 [détail de l’édition]